# Miro à pattes jaunes
Kempiella griseoceps
Espèce
Statut de conservation UICN

 LC  : Préoccupation mineure
Le Miro à pattes jaunes (Kempiella griseoceps) est une espèce de petit passereau de la famille des Petroicidae.

## Répartition
On le trouve en Australie, Indonésie et Papouasie-Nouvelle-Guinée.

## Habitat
Il vit dans les forêts humides de plaine et les montagnes tropicales et subtropicales.

## Sous-espèces
D'après Alan P. Peterson, il existe trois sous-espèces :
- Microeca griseoceps griseoceps De Vis 1894 ;
- Microeca griseoceps kempi (Mathews) 1913 ;
- Microeca griseoceps occidentalis Rothschild & Hartert 1903.